# Despre alte mame
Despre alte mame este un film românesc din 2010 regizat de Mihai Ionescu, Tiberiu Iordan. Rolurile principale au fost interpretate de actorii Gavril Pătru, Marius Corduș, Silviu Geamănu.

## Distribuție
Distribuția filmului este alcătuită din:
- Gavril Pătru — Gabi
- Silviu Geamănu — Andrei
- Mihai Baranga
- Marius Corduș
- Laurențiu Bănescu
- Lia Bugnar
- Ana-Ioana Macaria
- Robert Radoveneanu

## Primire
Filmul a fost vizionat de 796 de spectatori în cinematografele din România, după cum atestă o situație a numărului de spectatori înregistrat de filmele românești de la data premierei și până la data de 31 decembrie 2014 alcătuită de Centrul Național al Cinematografiei.